# Dąbrówka Kościelna (gromada)
Dąbrówka Kościelna – dawna gromada, czyli najmniejsza jednostka podziału terytorialnego Polskiej Rzeczypospolitej Ludowej w latach 1954–1972.
Gromady, z gromadzkimi radami narodowymi (GRN) jako organami władzy najniższego stopnia na wsi, funkcjonowały od reformy reorganizującej administrację wiejską przeprowadzonej jesienią 1954 do momentu ich zniesienia z dniem 1 stycznia 1973, tym samym wypierając organizację gminną w latach 1954–1972.
Gromadę Dąbrówka Kościelna z siedzibą GRN w Dąbrówce Kościelnej utworzono – jako jedną z 8759 gromad – w powiecie wysokomazowieckim w woj. białostockim, na mocy uchwały nr 24/V WRN w Białymstoku z dnia 4 października 1954. W skład jednostki weszły obszary dotychczasowych gromad Dąbrówka Kościelna, Gierałty Stare, Gierałty Nowe, Średnica Maćkowięta, Średnica Pawłowięta, Średnica Jakubowięta, Wojny Piecki, Stawiereje Michałowięta, Stawiereje Podleśne, Wojny Izdebnik, Pułazie Świerże i Moczydły Stanisławowięta ze zniesionej gminy Szepietowo w tymże powiecie. Dla gromady ustalono 19 członków gromadzkiej rady narodowej.
31 grudnia 1959 do gromady Dąbrówka Kościelna przyłączono wsie Wojny-Krupy, Wojny-Szuby Włościańskie, Wojny-Szuby Szlacheckie, Wojny-Pietrasze, Wojny-Wawrzyńce i Wojny-Pogorzel ze zniesionej gromady Wojny-Krupy oraz wsie Wyliny-Ruś i Warele Nowe, leśniczówkę Wyliny-Ruś, kolonie Wyliny-Ruś-Kolonia i Wojciechy oraz obszar lasów państwowych N-ctwa Pietkowo obejmujący oddziały 117—150 ze zniesionej gromady Wyliny-Ruś.
Gromada przetrwała do końca 1972 roku, czyli do kolejnej reformy gminnej.